# Berthold Rottler
Berthold Rottler OSB (* 16. Oktober 1748 in Obereschach bei Villingen; † 16. Oktober 1826 in St. Paul im Lavanttal) war von 1801 bis 1806 der letzte Fürstabt des Klosters St. Blasien im Schwarzwald und von 1809 bis zu seinem Tod Abt des Stifts St. Paul im Lavanttal in Kärnten.

## Leben
Berthold Rottler wurde als Ferdinand Rottler in der kleinen Ortschaft Obereschach im südlichen Schwarzwald geboren. Er trat in das Benediktinerkloster St. Blasien ein und studierte in Salzburg Theologie. 1772 legte er die feierliche Profess ab, wobei er den Namen Berthold erhielt. Zwei Jahre später wurde er zum Priester geweiht. Anschließend lehrte er an der klostereigenen Schule und studierte daneben Geschichte in Freiburg im Breisgau. 1784 promovierte er an der Universität Salzburg zum Doktor der Philosophie und war anschließend Professor für Diplomatik, Numismatik und Archäologie an der Universität Freiburg, wirkte aber weiterhin auch in der Hochschule St. Blasien als Professor für Theologie und als Archivar sowie in der zu St. Blasien gehörenden Propstei Klingnau im Aargau als Propst.
Als er im Jahr 1801 zum Abt des Klosters St. Blasien gewählt wurde, war aufgrund der politischen Umstände die Aufhebung seiner Abtei bereits absehbar. Schon kurz nach seinem Amtsantritt ließ Rottler einen großen Teil der Kunstschätze und Bücher der Abtei in die Schweiz bringen, um sie vor eventuellen Übergriffen zu bewahren.
Im Jahr 1806 kam das zuvor zum Habsburgischen Vorderösterreich gehörige Breisgau und auch die Klöster St. Blasien und St. Peter zum neuen Großherzogtum Baden. Bereits zuvor waren im Zuge der Säkularisation mehrere Klöster aufgelöst worden, und am  26. Februar 1806 wurde dem Benediktinerkloster mitgeteilt, dass es „als provisorisch aufgehoben anzusehen seye“. Rottler reiste im März 1806 gemeinsam mit Ignaz Speckle, dem Abt des benachbarten Klosters, mit dem er sich schon zuvor über die neue Situation besprochen hatte, nach Karlsruhe, um von den neuen Landesherren eine klare Aussage über die Zukunft der Abteien zu erhalten. Eine eindeutige Antwort blieb jedoch zunächst aus, erst am 16. Oktober 1806 erklärte die badische Regierung die beiden Benediktinerklöster St. Blasien und St. Peter endgültig für aufgehoben. Er bat noch um die Propstei Berau als Aufenthaltsort, was jedoch abgelehnt wurde.

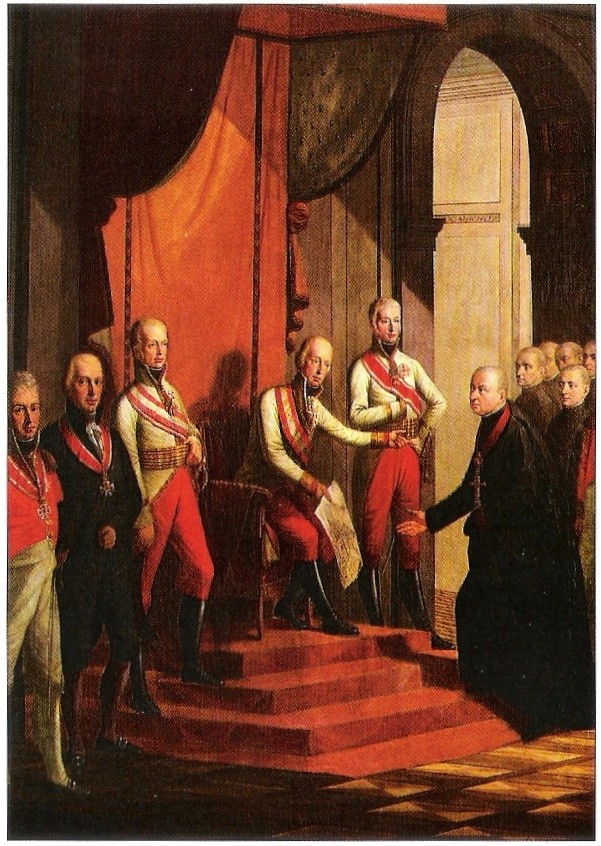
Franz I. übergab 1809 das Stift St. Paul im Lavanttal an Berthold Rottler.

Bereits zuvor hatte sich Rottler nach Wien begeben, um sich von Kaiser Franz I. zusichern zu lassen, dass er und seine Mönche im Fall einer Aufhebung des Klosters unter dem Schutz der Habsburger in Österreich eine neue Heimat finden würden. Rottler zog mit einem Teil des Konvents, rund 40 Mönchen, sowie Büchern und Kunstschätzen des Klosters nach Österreich. Franz I. wies ihnen das für diesen Zweck kurz zuvor aufgehobene Stift Spital am Pyhrn in Oberösterreich zu. Als Gegenleistung verlangte der Kaiser die Besetzung des Gymnasiums und Lyzeums in Klagenfurt durch Gelehrte des Klosters. Nach der Ankunft entsandte  Rottler aus seinem Konvent Lehrkräfte nach Klagenfurt. Dort war das Franziskanerkloster bei der Marienkirche geräumt worden, um eine Wohnstätte für die Mönche zu schaffen.
Die neue Situation erwies sich als unbefriedigend. Zum einen gab es langwierige Verhandlungen wegen der Bezahlung der Lehrkräfte, zum anderen war der Konvent aufgrund der großen Entfernung zwischen Spital und Klagenfurt aufgeteilt. Rottler ersuchte daher den Hof in Wien, ihm das seit 1787 verlassene Stift St. Paul im Lavanttal zu überlassen, nach längeren Verhandlungen wurde diesem Anliegen schließlich zugestimmt. Im April 1809 verließen Abt Rottler und seine Mönche Spital am Pyhrn und bezogen am 15. April 1809 das Lavanttaler Stift.
Rottler lag in seiner Amtszeit in St. Paul vor allem das Schulwesen am Herzen. Noch im Jahr der Ankunft ließ er ein Stiftsgymnasium einrichten, erließ 1812 neue, der Lehrtätigkeit am Stift angepasste Statuten und eröffnete 1817 ein Konvikt. Neben seiner Tätigkeit am Stift gehörte er als Mitglied des Prälatenstandes ab 1811 den Kärntner Landständen an, 1812 wurde er zum ständischen Ausschussrat gewählt und vom Kaiser zum kaiserlichen Rat ernannt.
Berthold Rottler starb an seinem 79. Geburtstag, dem 16. Oktober 1826, und wurde auf dem alten Friedhof in St. Paul beigesetzt. Mit Meinrad Amann aus Hofkirch wurde einer der Mönche, die mit ihm 1809 aus St. Blasien nach St. Paul gekommen waren, zu seinem Nachfolger gewählt.